# 艾登堡鱼母
艾登堡魚母（Materpiscis attenboroughi）是盾皮魚的一種，在西澳泥盆紀晚期（約3億8000萬年前）的地層發現。牠只有一個標本，當中有未出生的胚胎，且有明顯的胎盆結構。艾登堡魚母是最古老的胎生脊椎動物。
艾登堡魚母於2005年在西澳洲州發現。這個化石被保存在石灰岩中，故是以乙酸來溶解化石周邊的石灰岩。
艾登堡魚母的尾巴切面發現了部份骨化了的幼體及已礦物化的臍帶。牠被命名為艾登堡魚母，是為紀念大衛·艾登堡（David Attenborough），他是第一位於1979年就在其電視節目中留意這個化石的發現位點。
艾登堡魚母約有25-30厘米長，有強壯的牙齒可以磨碎獵物，牠可能是吃有硬殼的無脊椎動物，如蚶或珊瑚。
褶齒魚目是唯一兩性異形的盾皮魚，雄性有抱住雌性的器官，雌性則有平滑的臀鰭座。學者一直認為牠們是體內受精的，但艾登堡魚母及Austroptyctodus的發現則證明了這可能是正確的。